# Anna Hirzel-Langenhan
Anna Hirzel-Langenhan (Lachen, Suiza, 20 de agosto de 1874-Berg, Suiza, 15 de diciembre de 1951) fue una pianista, organista, compositora y profesora de piano suiza.

## Biografía
Hija del boticario Eduard Hirzel y su esposa Marie Sprüngli, comenzó sus estudios musicales en el conservatorio de Zúrich con el pianista Robert Freund y el compositor y director Friedrich Hegar. A los once años ya ejercía como organista ocasional en la iglesia de Fraumünster.
Hasta 1899 continuó sus estudios de piano en Viena con Theodor Leschetizki y Anna Yésipova, aunque en 1897 ya impartía clases en Lausana.
Desde 1898 trabajó en Múnich después de establecerse allí con su esposo Richard Langenhan, quien había sido nombrado segundo maestro de capilla de la Orquesta Filarmónica de Múnich (junto a Felix von Weingartner). Su primera actuación registrada tuvo lugar en 1897 en Zúrich, donde interpretó el Concierto para piano op. 28 de Ludvig Schytte con la Orquesta de la Tonhalle de Zúrich. Actuó en Zúrich, Lausana, Ginebra, Múnich, París y Lübeck entre los años 1897 y 1917. Entre sus actuaciones destacó la interpretación de todas las sonatas de Beethoven con el violinista Eugène Ysaÿe en febrero de 1903 en el Bayerischer Hof de Múnich y los conciertos con el Bohemian String Quartet en París en el mismo año.
A partir de 1926 trabajó en Lugano como profesora de piano, y en 1934 fundó un centro de formación musical en el castillo de Berg en Suiza.
Entre sus alumnos destacaron Hermann Abendroth, André Casanova, Emmy Braun, Ernst Bücken, Eric Doflein, Werner Egk, Anna Gertrud Hubert, Heinrich Kaminski, Erich Kloss, Anna Koliker, Hans Leuenberger, Hans Leygraf, Hugo Maier, Edith Picht-Axenfeld, Pina Pozzi, Otto Volkmann, Marie-Luise Wendel-Hütten y Olga Maria Theresa Ludovica Barbara Wismüller.
Durante la Segunda Guerra Mundial, la comunicación con sus alumnos se limitó a cruzarse cartas y ejercicios por correo. En 1951 se hicieron públicas esas cartas a sus alumnos (Briefe an meine Schüler) y su libro de ejercicios (Übungsband), y sus ideas sobre los ejercicios técnicos fueron recogidas por algunos de sus alumnos y no se publicaron hasta 1964 en la obra Greifen und Begreifen - Ein Weg zur Anschlagskultur [Comprensión y entendimiento - Un camino hacia una cultura de pulsación de teclas], donde se trata el entrenamiento simple de los dedos y el principio de dificultad en los ejercicios de variante o de clave, con el que se practica repetidamente un pasaje problemático de una forma más complicada que la requerida con la esperanza de que luego sea más fácil tocarlo en su forma original.
Falleció en su residencia, el castillo de Berg (Suiza), el 15 de diciembre de 1951.